# Пърси Лоу
Пърси Ройкрофт Лоу (на английски: Percy Roycroft Lowe, 2 януари 1870 - 18 август 1948) е английски хирург и орнитолог.

## Биография
Роден е в Стамфорд, Линкълншир, следва медицина и в Джизъс колидж, Кеймбридж. Служи като граждански хирург във Втората Бурска война, в Южна Африка. Същевременно живо се интересува интересува от орнитологията. При завръщането си става частен лекар на Сър Фредерик Джонстоун, а по време на Първата световна война е медицински офицер на кораб за спешна помощ в Средиземно море.
Лоу е работил и с Доротея Бейт при изучаването на фосили от щрауси в Китай.
Бил е главен редактор на бюлетина на Британския орнитологически клуб в периода 1920-1925 г. и председател на Британския орнитологически съюз от 1938 до 1943 г. В труда си от 1936 г. за чинките от галапагоските острови той за пръв път въвежда термина Дарвинови чинки.